# Viaz (oblast de Kirov)
 (juin 2024).
Pour l’article homonyme, voir Viaz.
Viaz (en russe : Вяз) est un hameau du raïon de Kirovo-Tchepetsk de l'oblast de Kirov en Russie européenne. Sa population s'élevait à 8 habitants au recensement de 2010.

## Géographie
Viaz est située dans l'oblast de Kirov, un sujet de la Russie, dans le district fédéral de la Volga. Le hameau se trouve dans le raïon de Kirovo-Tchepetsk, un raïon du centre de l'oblast,. 
Viaz, comme tout l'oblast de Kirov, est située dans le fuseau horaire MSK (heure de Moscou). Le décalage horaire appliqué par rapport au temps universel coordonné est +03:00.

## Démographie
Recensements (*) et estimations de la population,:
| 2002 * | 2010* | - | - |
| ------ | ----- | - | - |
| 0      | 8     | - | - |

## Culture locale et patrimoine
Le hameau possède l'église du Sauveur (1776), qui est classée comme objet patrimonial culturel de Russie d'importance fédérale sous le no 461410018070006 depuis 1995.